# Hans Otto Lenel

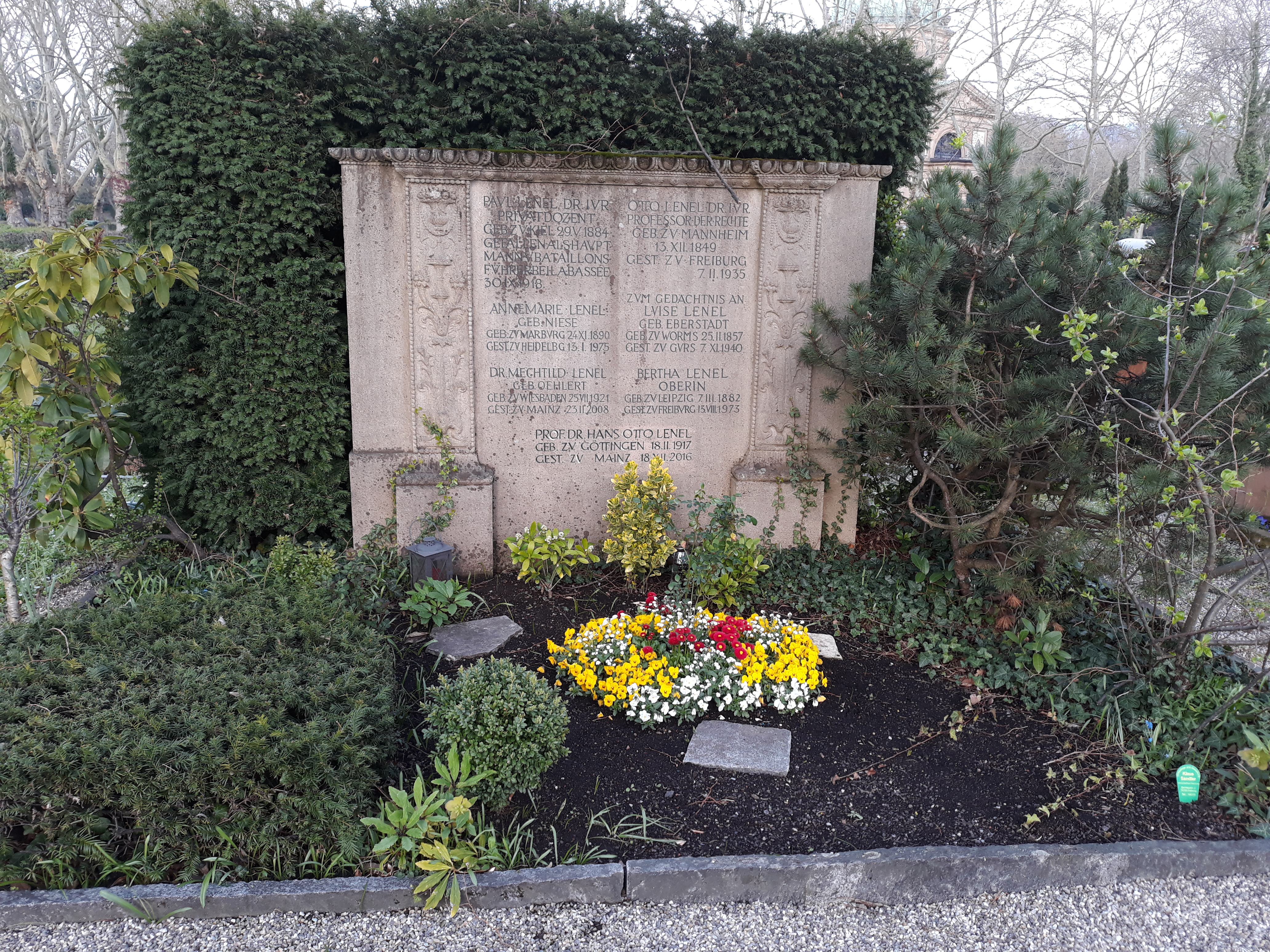
Das Grab von Hans Otto Lenel im Familiengrab Lenel auf dem Hauptfriedhof Freiburg im Breisgau.

Hans Otto Lenel (* 18. Februar 1917 in Göttingen; † 18. Dezember 2016 in Mainz) war ein deutscher Nationalökonom mit den Schwerpunkten Wettbewerbstheorie und -politik.

## Leben
Hans Otto Lenel war der Sohn des habilitierten Juristen Paul Lenel († 1918 im Ersten Weltkrieg) und Enkel des bedeutenden Freiburger Rechtsphilosophen des römischen Rechts Otto Lenel (1849–1935). Seine Kindheit erlebte er mit seiner Mutter und seiner Schwester in einer Wohnung in Freiburg. Nach dem Examen als Diplom-Kaufmann an der Universität zu Köln 1940 promovierte Hans Otto Lenel 1942 in Freiburg bei Walter Eucken, dessen Schüler und späterer wissenschaftlicher Mitarbeiter (1945–1947 als Assistent) er war; er ist der zweiten Generation der „Freiburger Schule“ zuzurechnen. Von 1949 bis zu seiner Berufung als Ordinarius für Volkswirtschaftslehre an der Universität Mainz 1964 war er als selbständiger Wirtschaftsprüfer tätig. Lenel habilitierte sich 1960 an der Universität Bonn. Er lehrte bis zu seiner Emeritierung 1982 in Mainz. Seit der Gründung 1948 war Lenel Mitglied der Schriftleitung von ORDO, Jahrbuch für die Ordnung von Wirtschaft und Gesellschaft, von  1973 bis zu seinem Tode war er einer der Herausgeber dieser Zeitschrift. Seine Buch- und Aufsatzpublikationen, vor allem in ORDO, sind geprägt von immer theoretisch reflektierten, aber stets auch praxisbezogenen Problemen einer funktionsfähigen Wettbewerbsordnung, deren Sicherung und Weiterentwicklung in europäischem und globalen Rahmen ihm ein zentrales Anliegen war. Für seine Verdienste um die Weiterentwicklung der Sozialen Marktwirtschaft erhielt Lenel 2006 das Goldene Ehrenzeichen der Handwerkskammer Düsseldorf.

## Werke (Auswahl)
- Ursachen der Konzentration unter besonderer Berücksichtigung der deutschen Verhältnisse, Tübingen: Mohr (Siebeck) 1962, 2. Auflage 1969.
- Haben wir noch eine soziale Marktwirtschaft? In: ORDO 22 (1971).
- Walter Euckens ordnungspolitische Konzeption, die wirtschaftspolitischen Lehren in der Bundesrepublik und die Wettbewerbstheorie von heute. In: ORDO 26 (1975).